# Ricevitore scanner

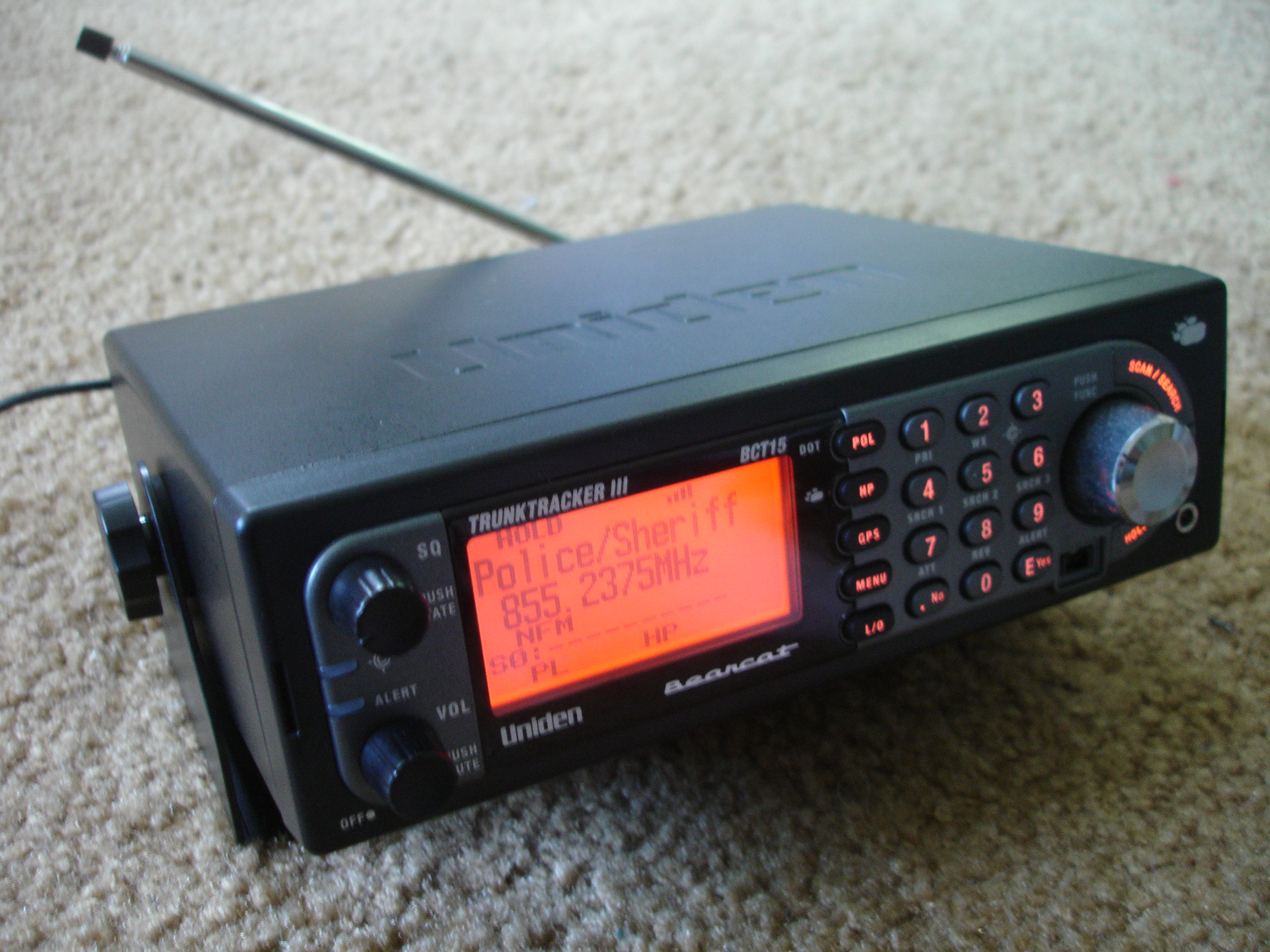
Scanner per uso mobile e fisso marca Uniden modello BCT-15

Un ricevitore scanner è un ricevitore radio che per definizione può eseguire una ricerca di tipo automatico (detta anche scansione) nella parte di spettro radio compreso fra due frequenze, ovvero fra due o più canali — radio inseriti nella sua memoria. Esso può essere sintonizzato su una vasta banda di frequenze e di ricevere vari tipi di modulazione (AM, CW, SSB, FM, ecc.). I ricevitori scanner sono parte integrante di strumenti utilizzati oltre che per specifici compiti di controllo e sorveglianza professionale, anche nel radioascolto amatoriale.

## Caratteristiche
Gli scanner incorporano un microcomputer che si occupa della scansione, ovvero della ricerca e controllo sia su parti dello spettro radio e sia tra le frequenze memorizzate nell'apparato.
Lo spettro di frequenze coperto da un tipico ricevitore scanner è compreso in genere tra le VLF e le SHF, mentre altri sono limitati nella ricezione delle sole frequenze dedicate al servizio di radioamatore o alla radiodiffusione circolare.
Per coprire gamme così estese con il minimo rumore elettronico (spurie, armoniche, intermodulazioni, ecc.) si ricorre a circuiti elettronici a doppia o tripla supereterodina e altri opportuni dispositivi.

## Tipi
In base alle dimensioni fisiche e alle loro caratteristiche radioelettriche, gli scanner si possono suddividere in queste categorie:
- "fissi" (detti anche "da base") per installazioni fisse;
- "mobili" il cui impiego è previsto a bordo di veicoli, imbarcazioni o simili, utilizzando per il funzionamento l'alimentazione elettrica e le antenne di bordo;
- "tascabili", detti anche: "palmari" oppure "portatili") per essere portati con sé sul corpo di una persona che li fa funzionare con le batterie contenute negli apparati.